# Sericanthe toupetou
Sericanthe toupetou är en måreväxtart som först beskrevs av André Aubréville och François Pellegrin, och fick sitt nu gällande namn av Elmar Robbrecht. Sericanthe toupetou ingår i släktet Sericanthe och familjen måreväxter. IUCN kategoriserar arten globalt som starkt hotad. Inga underarter finns listade i Catalogue of Life.